# Khaoula Ben Aïcha
Pour les articles homonymes, voir Aïcha (homonymie).
Khaoula Ben Aïcha ou Khawla Ben Aïcha, née le 19 mai 1988, est une femme politique tunisienne.
Elle est membre de Nidaa Tounes puis de Machrouu Tounes.

## Biographie

### Études
Elle est titulaire d'une licence fondamentale en gestion de l'Institut des hautes études commerciales de Carthage (2010), d'un master en marketing et relations internationales de l'École supérieure de gestion et de commerce international (2012), d'un maîtrise en administration des affaires (MBA) en marketing et publicité de l'École supérieure de gestion (2012) et d'un master en langues et cultures étrangères de l'université de Lorraine (2013).
En 2015, elle prépare un doctorat en sciences de l'information et de la communication à l'université de Lorraine.

### Parcours professionnel
Khaoula Ben Aïcha est consultante en marketing et communication et maître-assistante à l'université de Lorraine.

### Carrière politique
Candidate lors des élections législatives de 2014 sous les couleurs de Nidaa Tounes, elle est élue députée à l'Assemblée des représentants du peuple dans la première circonscription de la France.
À la suite de la scission initiée par Mohsen Marzouk, elle rejoint les rangs de son parti, Machrouu Tounes.